# 1999 CZ2
1999 CZ2 är en asteroid i huvudbältet som upptäcktes den 7 februari 1999 av de båda italienska astronomerna Andrea Boattini och Luciano Tesi vid Pian dei Termini-observatoriet.
Asteroiden har en diameter på ungefär 11 kilometer.